# Orconectes quadruncus
Orconectes quadruncus là một loài tôm sông trong họ Cambaridae.